# Жюйя, Жанна
Жанна Мари Жюстин Жюйя (фр. Jeanne Juilla; 21 августа 1910, Вильнёв-сюр-Ло Аквитания — 4 сентября 1996, Сент-Обен-лез-Эльбёф, Приморская Сена) — французская актриса
, модель, победительница национального конкурса красоты Мисс Франция 1931 и Мисс Европа 1931.

## Биография
Рано осиротела и воспитывалась матерью-швеёй.
В мае 1930 года выиграла конкурс красоты «мисс Гасконь», в следующем году завоевала титул Мисс Франция 1931, став 7-й мисс Франция в национальных конкурсах красоты, опередив 149 кандидаток, собравшихся в зале ежедневной газеты Le Journal в Париже .
5 февраля 1931 года Жанна Жюйя стала первой француженкой, победившей в конкурсе красоты Мисс Европа. Была избрана из представительниц 16 европейских стран-участниц. В том же году начался судебный процесс по поводу признания Жанны Жюйя победительницей конкурса за титул Мисс Франция 1931. Дело в том, что её конкурентка Люсьен Намиа также была признана победительницей, но другим составом жюри. Суд постановил, что конкурс Мисс Франция 1931 выиграла Жанна Жюйя. 
Любила танцы, спорт и плавание. Была моделью для рекламы дизайнерской одежды, нижнего белья и причесок.

Жанна Жюйя

Снималась в кино.

## Фильмография
- 1932 — Sa meilleure cliente
- 1934 — La Prison de Saint-Clothaire
- 1934 — Une femme chipée
- 1936 — Samson